# Ploj
Ploj je priimek več znanih Slovencev:
- Alen Ploj (*1992), nogometaš
- Aljaž Ploj (*1998), nogometaš
- Jakob Ploj (1830—1899), pravnik in rodoljub
- Mirko Ploj (*1956), policist, pravnik, veteran Vojne za Slovenijo
- Miroslav Ploj (1862—1944), pravnik in politik
- Oton Ploj (1861—1947), notar in mecen
- Tom Ploj (1968—2009), zdravnik kardiolog
- Tomo Peršuh, glasbeno-kulturni menedžer
- Tone Ploj (*1941?), prof. FKBV & predsednik Upravnega odbora UM
- Živa Ploj Peršuh (*1977), dirigentka, zborovodkinja, muzikologinja